# Tomás Talarico
Tomás Talarico es un emprendedor y músico argentino, reconocido por ser el fundador de la distribuidora digital MOJO y de la empresa de soluciones móviles Kwan. Actualmente se desempeña como director general de Warner Music Cono Sur, liderando el negocio discográfico de la compañía en Argentina, Paraguay, Uruguay, Bolivia y Chile. Como músico, ha adelantado una carrera como solista y en agrupaciones como Arroba y Supernova.

## Primeros años y estudios
En 1999, Talarico se graduó como bachiller bilingüe con orientación en ciencias y letras en el Colegio del Pilar. Más adelante se inscribió en la Universidad del Salvador, graduándose como Licenciado en Ciencias Políticas en el año 2008. En 2013 se vinculó con la IAE Business School de la Universidad Austral para realizar un programa de formación para dueños de PYMES.

## Carrera

### Primeros años y emprenderismo
A comienzos de la década de 2000, Talarico ofició como supervisor en la multinacional Tower Records. Entre 2001 y 2007 se desempeñó como coordinador general en la compañía de marketing y publicidad Stad Advertainment. Acto seguido se vinculó profesionalmente con la compañía de telecomunicaciones Tim We, como director de contenidos para el cono sur. Durante la primera ola digital del sector musical, Talarico trabajó con empresas que comercializaban ringtones y música en formato MP3.
En 2010 creó la empresa de soluciones móviles Kwan, cuya aplicación principal, Exit, permite obtener información del estado del tránsito en tiempo real. Como representante de Kwan, en 2011 Talarico fue finalista de la Red Innova Open Talent, una competición internacional para emprendedores de la economía digital. Dos años después se convirtió en finalista del concurso Ventures, organizado por la fundación colombiana del mismo nombre. El mismo año fue ganador del certamen organizado por la Dirección General de Comercio Exterior del Ministerio de Desarrollo Económico del Gobierno de la Ciudad de Buenos Aires.
En 2014 fue finalista del evento El Futuro de la Movilidad organizado por Ford y del programa Venture Hive Winter Accelerator en Miami. El mismo año la aplicación fue premiada en Colombia, donde fue incluida en una selecta lista de startups incorporadas a la Academia Wayra, una iniciativa que apoya económicamente a proyectos creativos en Latinoamérica. La aplicación ha sido implementada en países como Argentina, Colombia y Chile.

### MOJO y Warner Music Cono Sur
También en 2014 fundó MOJO, un sello discográfico independiente y distribuidor digital en el que se desempeñó como director general hasta 2024. En MOJO formó un equipo de trabajo de más de treinta empleados en Argentina, Perú y Chile y trabajó en la gestión de las carreras de artistas emergentes como Rodrigo Tapari, Mario Luis, Papichamp, ECKO, Kaleb Di Masi y Uriel Lozano, entre otros. La compañía trabaja con alrededor de 150 artistas y sellos y ha publicado más de cincuenta sencillos que han logrado la certificación de oro y platino y que han obtenido dos Premios Pulsar y ocho Premios Carlos Gardel, de acuerdo con la revista Billboard Argentina. Fue el encargado de coordinar el pódcast colaborativo Un Poco de Ruido, el cual alcanzó la primera posición en la lista de Spotify en Argentina en 2024.
Talarico se incorporó en 2025 como director general de Warner Music Cono Sur con el objetivo de supervisar los negocios de la compañía en países como Argentina, Paraguay, Uruguay, Bolivia y Chile.

### Música
Talarico empezó a interesarse por la música desde una temprana edad. En su adolescencia formó la agrupación de rock Arroba, en la que se encargó de la voz y la guitarra rítmica. Con esta banda publicó los discos Garage (2004) y Amanecer sonoro (2007), además de brindar recitales en espacios artísticos de Buenos Aires como The Cavern, The Roxy, el Café París y el Teatro Lope de Vega. También fue uno de los músicos fundadores de la agrupación pilarense Supernova, participando en ocasionales reuniones a lo largo de los años, como la celebración de sus quince años de historia en el Hard Rock Café.
En 2013 decidió emprender una carrera como solista con el lanzamiento del EP Lunas y días, seguido de Tardes agridulces en 2016. En esta nueva etapa como solista, el músico apostó por un sonido más simple y personal que el de Arroba en su etapa inicial.

## Discografía

### Solista
- 2013 - Lunas y días
- 2016 - Tardes agridulces

### Con Arroba
- 2004 - Garage
- 2007 - Amanecer sonoro

### Con Supernova
- 2014 - Noche de estreno